# Смоляк, Игорь Владимирович
Игорь Владимирович Смоляк (род. 27 февраля 1968, Великие Сорочинцы, Миргородский район, Полтавская область, УССР, СССР) — российский военачальник. Заместитель командующего Балтийским флотом (2021—2022), контр-адмирал (2014).

## Образование
- Ленинградское Нахимовское военно-морское училище (1985)
- Черноморское высшее военно-морское училище имени П. С. Нахимова (1990)
- Военно-морская академия имени Адмирала Флота Советского Союза Н. Г. Кузнецова (2004)
- Военная академия Генерального штаба Вооружённых сил РФ (2019)

## Биография
Родился 27 февраля 1968 года в селе Великие Сорочинцы Миргородского района Полтавской области УССР, СССР.
С 1990 по 1993 год — командир группы управления ракетно-артиллерийской боевой части тяжёлого атомного ракетного крейсера.
С 1993 по 2002 год — проходил службу на Черноморском флоте в должностях командира группы, командира ракетно-артиллерийской боевой части, старшего помощника командира сторожевого корабля «Сдержанный», старшего помощника командира большого противолодочного корабля «Керчь», командира сторожевого корабля «Сметливый» (1999—2002).
С 2004 по 2005 год — командир дивизиона спасательных судов.
С 2005 по 2006 год — старший помощник командира ракетного крейсера «Москва».
С 2006 по 2009 год — командир ракетного крейсера «Москва».
С 2009 по 2010 год — заместитель командира 30-й дивизии надводных кораблей Черноморского флота.
С 2010 по 2011 год — командир 30-й дивизии надводных кораблей Черноморского флота РФ.
С апреля 2012 по март 2014 года — командир 36-й дивизии надводных кораблей Тихоокеанского флота России.

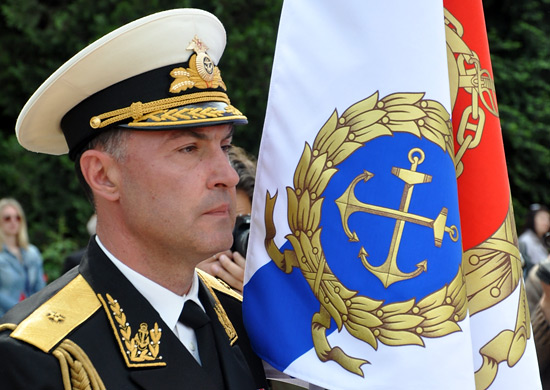
Торжественное вручение Боевого знамени Черноморскому высшему военно-морскому ордена Красной Звезды училищу имени П. С. Нахимова. Контр-адмирал Игорь Смоляк со знаменем

С 25 марта 2014 по май 2015 года — начальник Черноморского высшего военно-морского училища имени П. С. Нахимова. Первый начальник возрождённого училища после аннексии Крыма Российской Федерацией.
С мая 2015 по сентябрь 2016 года — командир Ленинградской военно-морской базы Балтийского флота.
С сентября 2016 по сентябрь 2017 года — начальник военно-морского управления Западного военного округа.
С июля 2019 по октябрь 2021 года начальник штаба — первый заместитель командующего Черноморским флотом.
23 — 24 июня 2021 года после инцидента в Чёрном море с британским эсминцем появилась информация о скором снятии контр-адмирала Игоря Смоляка с должности начальника штаба — первого заместитель командующего Черноморским флотом ВМФ РФ, и назначении его на должность заместителя командующего Балтийским флотом ВМФ Российской Федерации.
«Ходят слухи, что контр-адмирал Игорь Смоляк, снятый с должности начальника штаба Черноморского флота после инцидента с проходом британского эсминца Defender, назначен заместителем командующего Балтийского флота. Это является понижением, поскольку начальник штаба флота является первым заместителем командующего»
5 октября 2021 года назначен заместителем командующего Балтийским флотом ВМФ России.
В марте 2022 года уволен в запас.
Женат. Есть дочь.

## Награды
- Орден Мужества
- Орден За военные заслуги
- Медаль 300 лет Российскому флоту
- Медаль В память 850-летия Москвы
- Медаль В память 1000-летия Казани
- Медаль За воинскую доблесть 1 и 2 степеней
- Медаль За укрепление боевого содружества
- Медаль Адмирал флота Советского Союза Горшков
- Медаль За отличие в военной службе 1, 2 и 3 степеней